# Alfred P. Murrah Federal Building

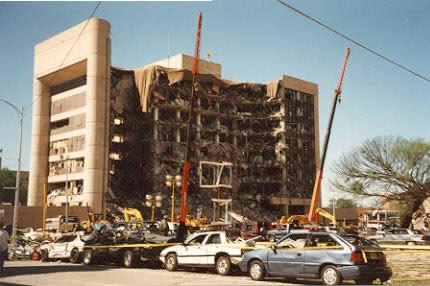
Alfred P. Murrah Federal Building efter bombattentatet den 19 april 1995

Alfred P. Murrah Federal Building var en byggnad uppförd för USA:s federala statsmakt, genom General Services Administration, 1977 i Oklahoma City, Oklahoma. Den uppkallades efter den framstående federale amerikanske domaren Alfred Paul Murrah. 
Byggnaden hade nio våningar och inhyste bland annat regionkontor för flera viktiga federala polismyndigheter, som FBI, DEA, samt vapen-, tobaks-, alkohol-, och sprängämnespolisen ATF. Den sistnämnda myndigheten hade i slutet av februari 1993 belägrat Davidianernas högkvarter i Waco, Texas. 
På morgonen den 19 april 1995 ägde Bombdådet i Oklahoma City rum i byggnaden då 168 människor omkom. 
Byggnaden har rivits och ersatts av Oklahoma City Federal Building.